# Slankstarr
Slankstarr (Carex flacca) tillhör släktet starrar och familjen halvgräs. Slankstarr har långa utlöpare, basala slidor i violettbrunt till mörkt gråbruna och glänsande. Dess strån är upprätta, släta och blågröna. Bladen är två till fem mm breda, grå- eller blågröna. Bladen är nedböjda med platt spets och ljusa kanter. Två till tre hanax och två till tre honax, som är 1,5 till 5,5 cm långa, täta och med de nedre skaftade och ofta hängande. Stödblad med korta slidor, som är kortare än axsamlingen. Fruktgömmena är två till tre mm stora, är grågröna till svartaktiga och är papillösa eller mycket fint korthåriga. Fruktgömmenas näbb är mycket kort. Slankstarr blir från 15 till 50 cm hög och blommar från maj till juni. Artnamnet flacca kommer av latinets flaccus (slak) och syftar på de hängande honaxen. 

## Utbredning
Slankstarr är vanlig i Norden och trivs bäst i fuktig till frisk, kalkrik lerjord, exempelvis i lundar, skogar, fukthedar, ängar, källmyrar, vägkanter och bryn. Dess utbredning i södra Sverige är ganska allmän, exempelvis i Uppland, Skåne, Öland och Gotland. Förekommer i hela Danmark, små områden i södra Finland, på Åland, längs Norges södra och västra kuster, små områden på södra Island och på hela Färöarna.

## Synonymer

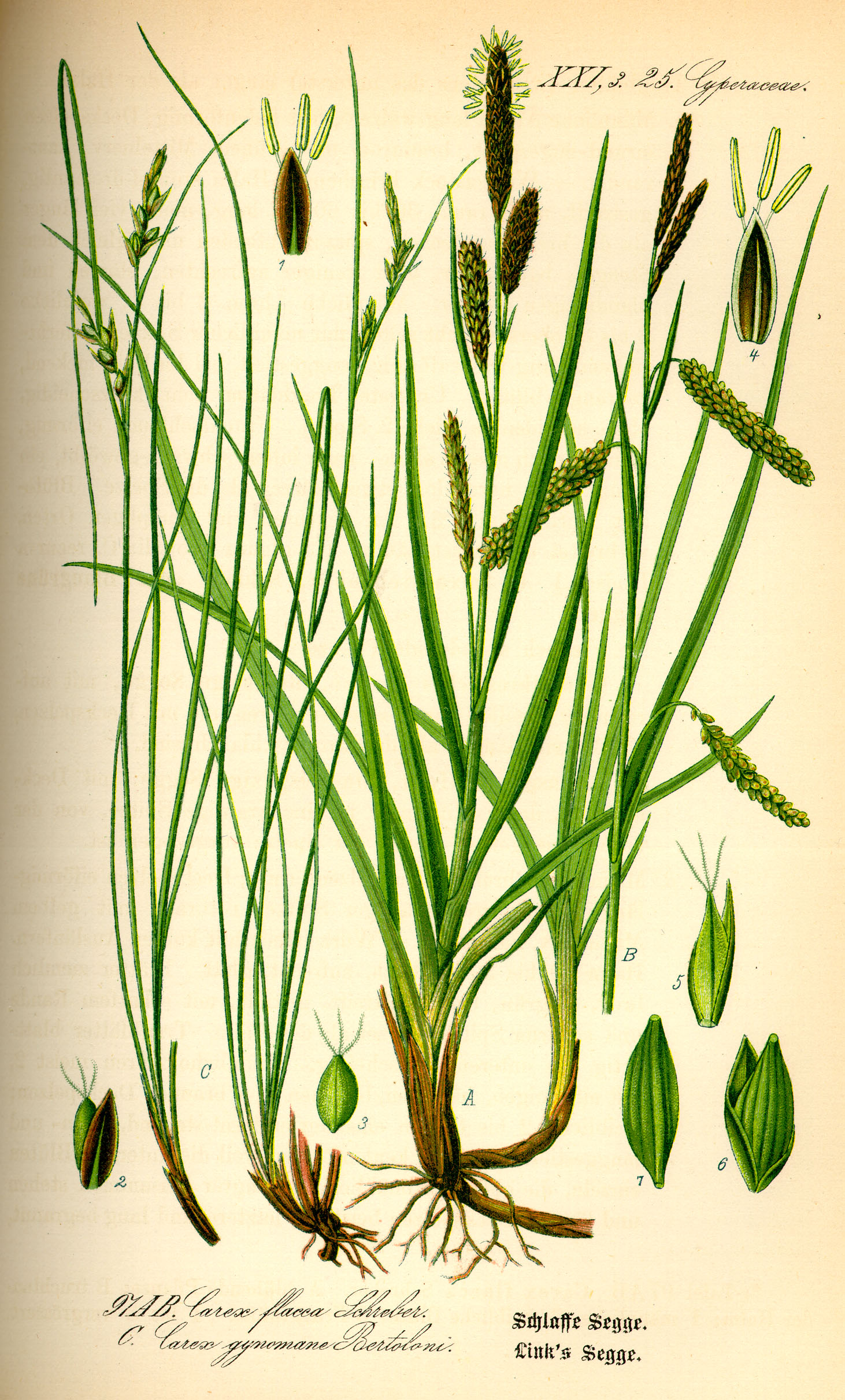

- Carex diversicolor